# 1.º Prêmio APCT
O 1.º Prêmio APCT foi um evento organizado pela Associação Paulista de Críticos Teatrais (APCT) com o propósito de premiar os melhores de 1956 no teatro brasileiro.

## História
Em 1956, a Associação Paulista de Críticos Teatrais (APCT) se tornou uma entidade autônoma, desvinculando-se da Associação Brasileira de Críticos Teatrais (ABCT), da qual era a seção paulista desde 1951, quando foi criada. Uma das primeiras decisões tomadas pelos associados nesta nova fase da instituição, foi a criação do Prêmio APCT, que visava escolher os melhores do teatro brasileiro no ano.
Doze jurados, formados por críticos associados à APCT, selecionaram os vencedores em 17 categorias em uma assembleia extraordinária realizada em 28 de dezembro de 1956. A cerimônia de premiação ocorreu em 8 de abril de 1957 na Biblioteca Municipal de São Paulo. Os vencedores receberam medalhas, com exceção dos laureados nas categorias de revelação, que ganharam diplomas.
A única polêmica neste primeiro ano foi a recusa do ator Ziembinski de receber o prêmio de melhor coadjuvante masculino por sua participação na peça Gata em Teto de Zinco Quente, pois, segundo o ator, seu personagem Papaizão seria na verdade um coprotagonista e, independente da importância do personagem que estivesse fazendo, premiá-lo como coadjuvante seria uma forma de diminuir sua história e importância em relação ao teatro brasileiro.

## Vencedores
| Categoria             | Vencedor                                                           |
| --------------------- | ------------------------------------------------------------------ |
| Espetáculo            | A Casa de Chá do Luar de Agosto Teatro Brasileiro de Comédia - TBC |
| Autor                 | Maria Clara Machado Pluft, o Fantasminha                           |
| Tradutor              | Onestaldo de Pennafort Otelo                                       |
| Diretor               | Maurice Vaneau A Casa de Chá do Luar de Agosto                     |
| Intérprete feminino   | Tônia Carrero Otelo                                                |
| Intérprete masculino  | Paulo Autran Otelo                                                 |
| Cenógrafo             | João Maria dos Santos                                              |
| Figurinista           | Aldo Calvo                                                         |
| Coadjuvante feminino  | Margarida Rey Otelo                                                |
| Coadjuvante masculino | Ziembinski Gata em Teto de Zinco Quente                            |
| Especial grupo amador | O Tablado Pluft, o Fantasminha                                     |
| Revelação de diretor  | Augusto Boal Ratos e Homens                                        |
| Revelação de ator     | Gianfrancesco Guarnieri Ratos e Homens                             |
| Revelação de figurino | Willys de Castro                                                   |
| Revelação de atriz    | Maria Helena Dias A Casa de Chá do Luar de Agosto                  |
| Personalidade         | Sérgio Cardoso                                                     |
| Prêmio especial       | Alfredo Mesquita                                                   |
| Prêmio especial       | Consuelo Leandro                                                   |
| Prêmio especial       | Silveira Sampaio                                                   |

Votaram: Carlos Prina, Clóvis Garcia, Décio de Almeida Prado, Delmiro Gonçalves, Hermilo Borba Filho, Horácio de Andrade, José Neistein, Mário Júlio da Silva, Mattos Pacheco, Manoel Silveira, Nicanor Miranda e Sábato Magaldi